# 硫代沙林
硫代沙林（GBS）是沙林的类似物，为有机磷化合物。它是极毒的物质，是G系列神经性毒剂。它在无水环境中，可以被氧化为沙林：
在水溶液中，它可以水解生成沙林，并产生氟化氢：

## 相关化合物
硒代沙林（C4H10FOPSe，CAS号：2246991-53-5）已有文献报道，更重的碲代类似物尚属未知。